# Castillo de Santa Catalina (Cádiz)
El castillo de Santa Catalina es una fortificación de Cádiz (Andalucía, España), situada en La Caleta, que se adentra en el mar gracias a unas escolleras. Fue construido entre finales del siglo XVI y principios del siglo XVII siguiendo los planos del ingeniero Cristóbal de Rojas. De planta pentagonal de influencia italiana, llaman la atención las puntas que a manera de estrella salen al mar. Está catalogado como Bien de Interés Cultural.
Actualmente es utilizado para actos culturales, como los relacionados con el festival de cine Alcances.

## Historia

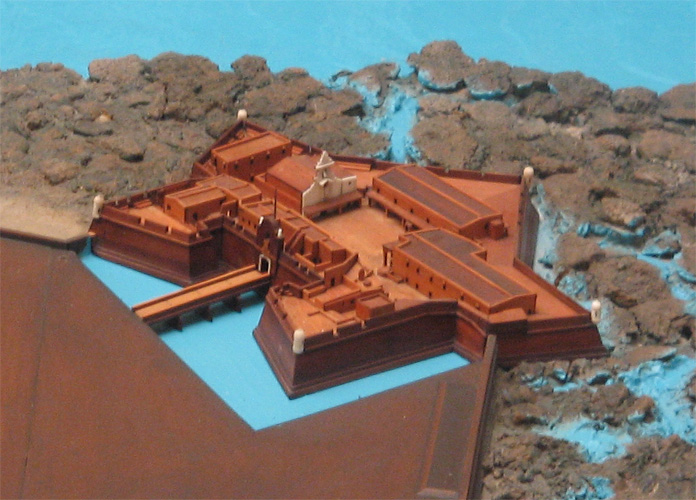
Castillo de Santa Catalina en la maqueta de la ciudad.

Tras el asalto anglo-neerlandés de 1596, Felipe II ordenó a Cristóbal de Rojas la construcción de una fortaleza defensiva a través de una Real Cédula el 25 de octubre de 1597. El arquitecto murió antes de concluir su proyecto.
La obra final no era tan ambiciosa como la proyectada.
Durante el reinado de Carlos II se construyó la capilla y la sacristía en 1693. Esta capilla está dedicada a Santa Catalina de Alejandría y a la Purísima Concepción.
Carlos III en 1769 lo convirtió en prisión militar para personalidades destacadas. En ella estuvieron bajo custodia diversos liberales e independentistas americanos, el militar José Enrique Varela por un tiempo breve durante el inicio de la guerra civil española y, a finales del siglo XX, algunos implicados en golpe de Estado del 23 de febrero de 1981.
El Ministerio de Defensa dejó de hacer uso del castillo en 1991.

## Prisioneros

### Mariano Abasolo
Mariano Abasolo: Permaneció desterrado de la Nueva España y encarcelado el caudillo de la independencia de México Mariano Abasolo. Tras ser capturado, y debido a las relaciones privilegiadas que su esposa mantenía con el gobierno virreinal, se le conmutó la pena de muerte por otra de diez años de prisión, aunque algunos historiadores[¿quién?] dicen que era de cadena perpetua. Murió en este lugar de tuberculosis pulmonar a los cinco años de prisión, en brazos de su esposa María Manuela Rojas Taboada, a la edad de 32 años el 14 de abril de 1816.

### John Downie
El militar británico John Downie fue encarcelado en 1820 por apoyar a Fernando VII. En 1823, con la llegada de nuevo al poder de Fernando VII, es puesto en libertad.

## Galería de imágenes

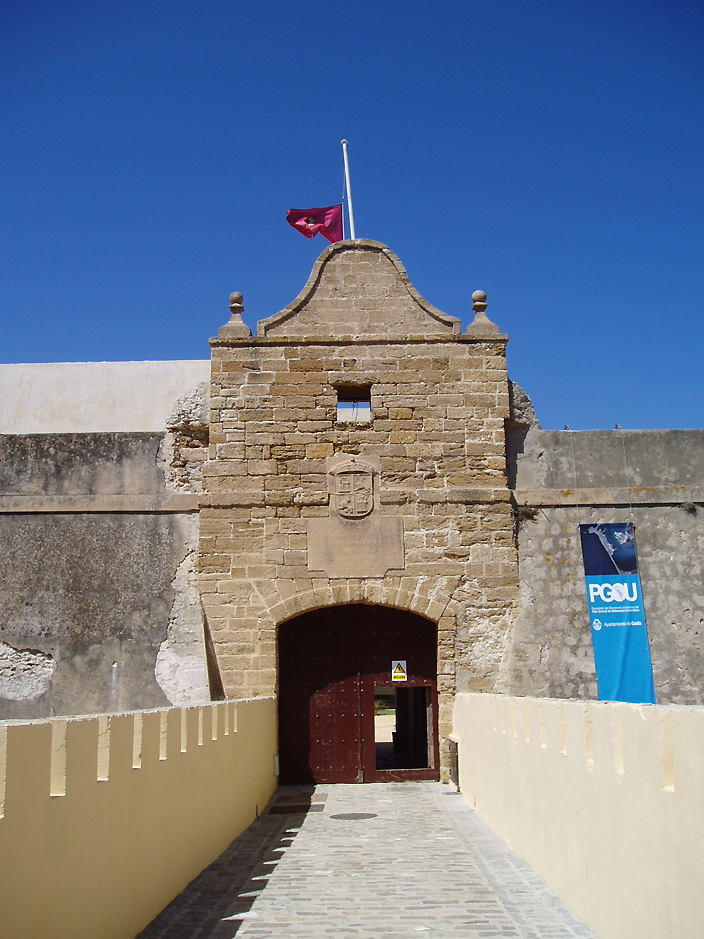
Castillo de Santa Catalina. La bandera ondea a media asta por la muerte de seis soldados del Ejército español en el Líbano (junio de 2007).
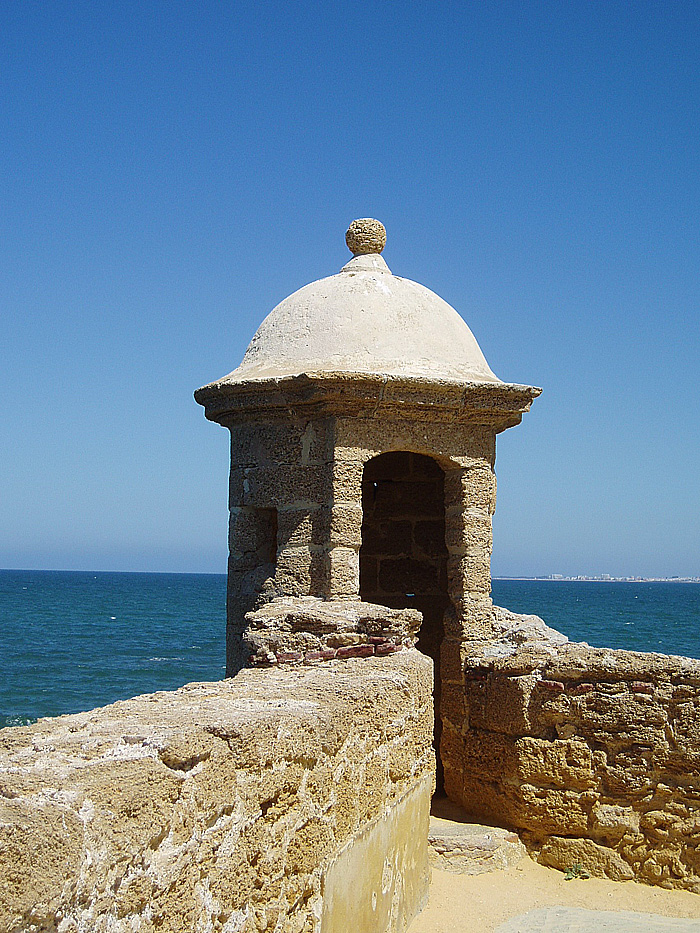
Garita del castillo.
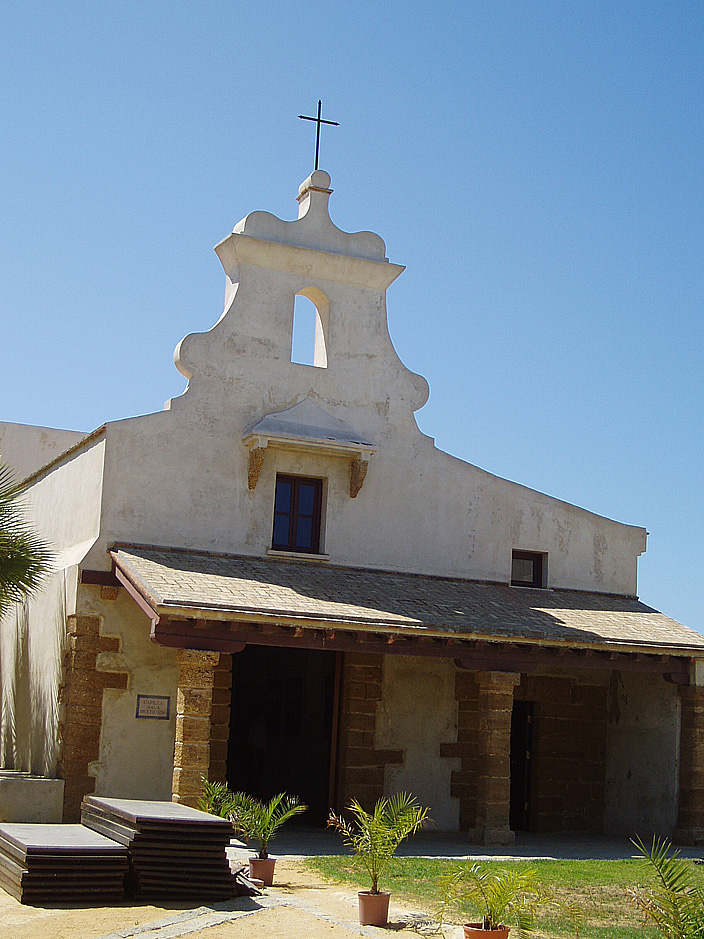
Capilla del castillo de Santa Catalina.
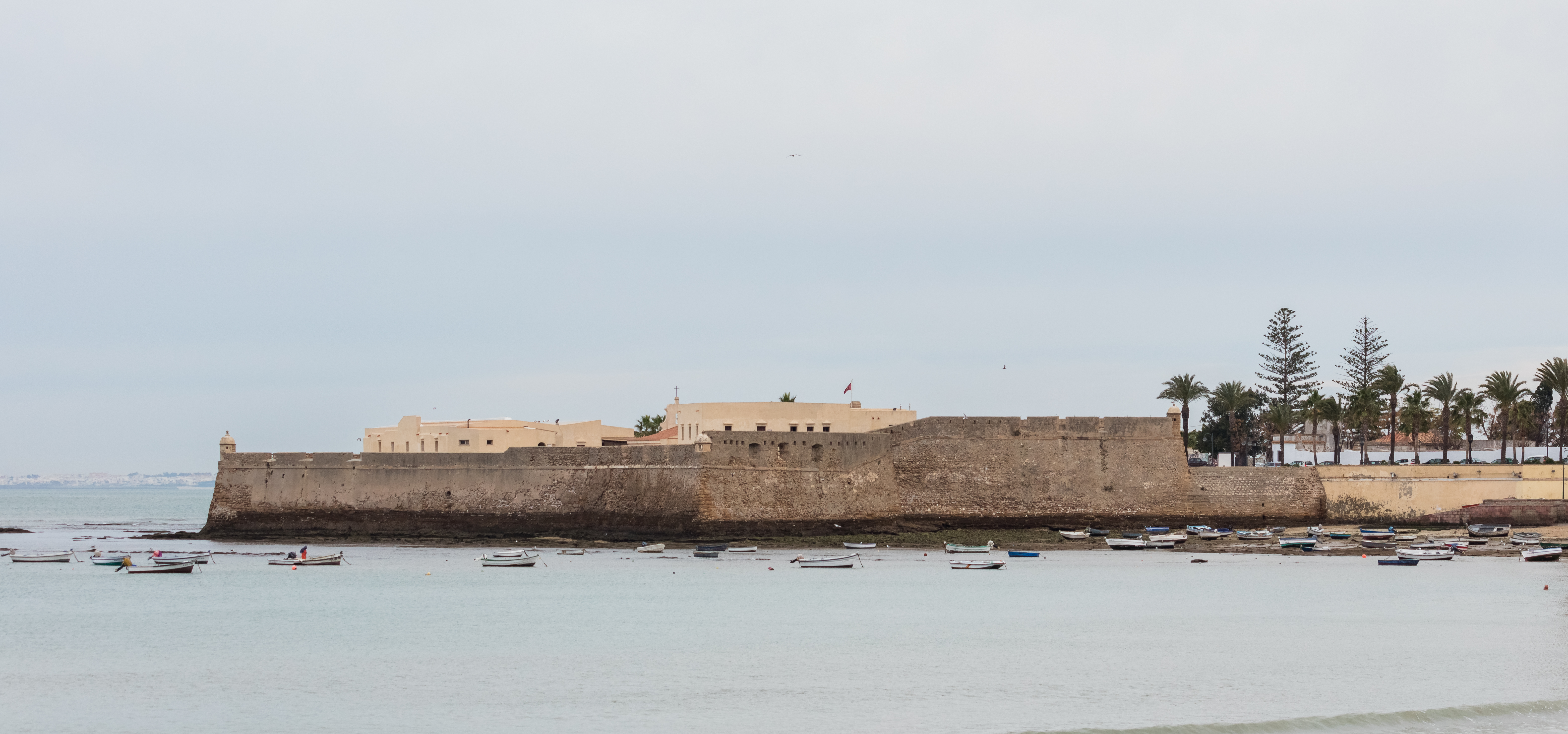
Vista desde la playa.
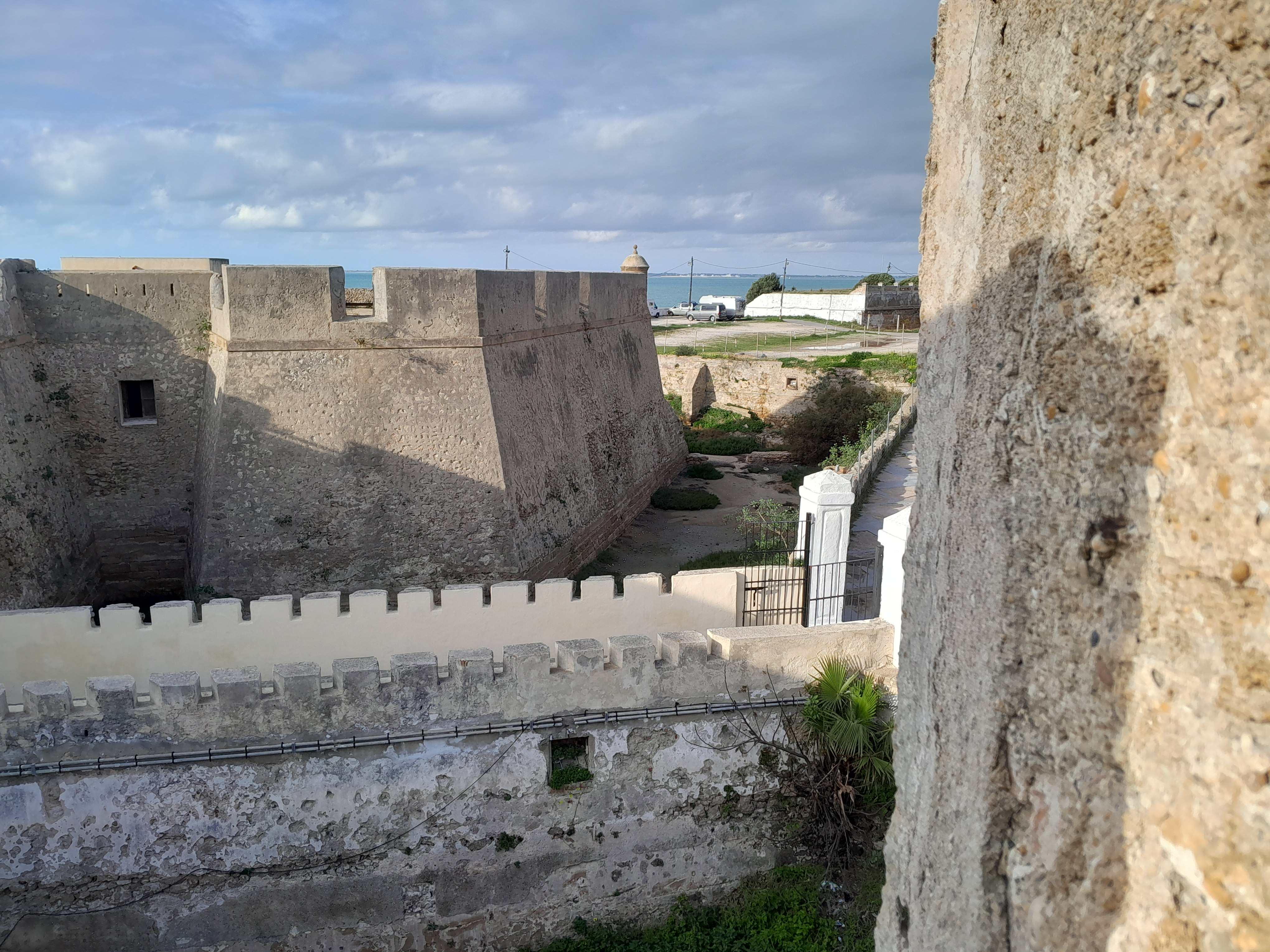
Castillo en 2025